# أندرو كونانان
أندرو فيليب كونانانون (بالإنجليزية: Andrew Cunanan) (31 أغسطس 1969 - 23 يوليو 1997) هو قاتل فترة أمريكي قتل 5 أشخاص وأنهى حياته برصاصة، من بين ضحاياه مصمم الأزياء الإيطالي جياني فيرساتشي ومطور العقارات في شيكاغو لي ميجلين. توفي كونانان منتحرًا في 23 يوليو 1997، بعد ثمانية أيام من قتل فيرساتشي.

## عن حياته
ولد كونانان في ولاية كاليفورنيا الأمريكية، والده هو موديستو كونانان وهو أميركي فلبيني ووالدته هي ماري ان شيلاسي وهي أميريكية إيطالية.
كان فيليب الأصغر وسط أربعة أخوان، وكان والده يعمل في البحرية الأمريكية.
في 1981 أدخل فيليب في مدرسة بيشوب في لاجولا سان دييغو كاليفورنيا، وحصل على نسبة 147 في اختبار الذكاء.
في مراهقته طور شخصيته إلى كذاب ممتاز يروي قصصا خيالية عن أسرته والأشخاص حوله وكان يغير شخصيته وفقا لما يشعر به. وبعد تخرجه من الثانوية التحق بجامعة كاليفورنيا، سان دييغو قسم التاريخ الأمريكي.
بعد تخرجه من الجامعة استقر في كاسترو ديستركت، سان فرانسيسكو، وأسس حانة للمثليين فخمة وامتهن الدعارة
وقد مارس علاقات جنسية مثلية مع رجال أغنياء يكبرونه سناً. عندما كان فيليب في 19 من عمره اكتشفت والدته بأمر مثليته، فما كان من فيليب إلا أن دفعها قبالة الحائط حتى خلع كتفها.
وقبل جرائمه ارتكب كونانان مجموعة من السرقات الصغيرة وتجارة المخدرات.

## جرائمه
أول جرائمه هي حين قتل صديقه جيفري ترايل الذي كان ضابطا سابقا في البحرية الأمريكية في 25 أبريل 1997 في منيابولس. الجريمة الثانية حينما قتل المعماري ديفد مادسون الذي وجدت جثته في الساحل الشرقي لبحيرة رش بالقرب من مدينة رش في مينيسوتا في 29 ابريل 1997 مع طلق ناري في الرأس. بعدها انتقل فيليب إلى شيكاغو وقتل بائع العقارات ليي مغلين البالغ من العمر 72 عاما في 4 مايو 1997.
بعد خمسة أيام أخذ فيليب سيارة مغلين ثم وجد ضحيته الرابعة في بينسفيل نيوجيرسي في مقبرة فين بوينت
حيث قتل القيم ويليام ريس البالغ من العمر 45 عاما. بعدها انتقل إلى ميامي بيتش لمدة شهرين وبعدها عاد فيليب إلى هوايته في 15 يوليو 1997 وقتل مصمم الأزياء الإيطالي جياني فيرساتشي.
المسدس المستخدم في الجرائم كان من نوع تاوروس سيمي أوتوماتيك، وقد سرقه من ضحيته الأولى.
بعد ثمانية أيام أردى فيليب نفسه قتيلا في 23 يوليو 1997 تحت سلم غرفته في منزل قارب في ميامي.

## الدوافع
انتشرت بعض الأقاويل بأن فيليب كان مصابا بفيروس فيروس العوز المناعي البشري أو كما يعرف بفيروس الأيدز. إلا أن تشريح الجثة أثبت عكس ذلك.
بحثت الشرطة في بيت القارب الذي كان يملكه للبحث عن دافع لجرائمه، لكنه لم يترك سوى أشياء شخصية بسيطة، خاصة وأنه كان يأخذ أموالاً وأشياء ثمينة من الرجال الأغنياء. ورأت الشرطة قلة من المتعلقات يمكن اعتبارها كملاحظة، ومنها العديد من أنابيب كريمة الكورتيزول، ومجموعة كبيرة من من مؤلفات سي. إس. لويس.

## فيليب في الثقافة الشعبية
تم إنتاج فيلم في عام 1998 يدعى جريمة فرساتشي (The Versace Murder).

## وصلات خارجية
- أندرو كونانان على موقع فايند أغريف
- ملف أندرو كونانان على مكتب التحقيقات الفيدرالي (بالإنجليزية)